# Vật lý truyền nhiệt
Vật lý truyền nhiệt mô tả động học của việc lưu trữ năng lượng, vận chuyển và chuyển đổi năng lượng bởi các hạt mang năng lượng chính: phonon (sóng rung mạng), electron, hạt chất lỏng và photon. Nhiệt là năng lượng được lưu trữ trong chuyển động phụ thuộc vào nhiệt độ của các hạt bao gồm electron, hạt nhân nguyên tử, các nguyên tử riêng lẻ và phân tử. Nhiệt được truyền đến và từ vật chất bởi các hạt mang năng lượng chính. Trạng thái năng lượng được lưu trữ trong vật chất, hoặc được vận chuyển bởi các chất mang, được mô tả bởi sự kết hợp của cơ học thống kê cổ điển và cơ học thống kê lượng tử. Năng lượng cũng được chuyển đổi (chuyển đổi) giữa các vật mang khác nhau. Các quá trình truyền nhiệt (hay động học) được chi phối bởi tốc độ xảy ra các hiện tượng vật lý khác nhau, chẳng hạn như (ví dụ) tốc độ va chạm hạt trong cơ học cổ điển. Những trạng thái và động học khác nhau xác định sự truyền nhiệt, tức là tốc độ ròng của việc lưu trữ hoặc vận chuyển năng lượng. Điều khiển các quá trình này từ cấp độ nguyên tử (thang đo chiều dài nguyên tử hoặc phân tử) đến vĩ mô là các định luật nhiệt động lực học, bao gồm định luật bảo tồn năng lượng.

## Giới thiệu

Sự thay đổi của hàm phân bố hạt cân bằng đối với năng lượng cho các chất mang năng lượng khác nhau.

Động học của vận chuyển năng lượng cấp nguyên tử và tương tác chuyển tiếp

Chế độ quy mô thời gian dài cho ab initio, MD, vận chuyển Boltzmann và phương pháp điều trị vĩ mô của truyền nhiệt.

Nhiệt là năng lượng nhiệt liên quan đến chuyển động phụ thuộc vào nhiệt độ của các hạt. Phương trình năng lượng vĩ mô cho thể tích vô hạn được sử dụng trong phân tích truyền nhiệt là 
{\displaystyle \nabla \cdot \mathbf {q} =-\rho c_{p}{\frac {\partial T}{\partial t}}+\sum _{i,j}{\dot {s}}_{i-j},}
- Chuyển giao năng lượng
- Chuyển khối
- Truyền nhiệt
- Chuyển đổi năng lượng (Chuyển đổi năng lượng)
- Vật lý nhiệt
- Khoa nhiệt
- Kỹ thuật nhiệt